# Diablo Immortal
Pour les articles homonymes, voir Diablo.
Diablo Immortal est un jeu vidéo de la série Diablo co-développé par Blizzard Entertainment et NetEase, une société chinoise, et édité par Blizzard Entertainment. Il est sorti le 2 juin 2022 sur Android, iOS et Microsoft Windows.

## Univers
L'action du jeu Diablo Immortal se déroule en 1270, cinq ans après la fin de Diablo II: Lord of Destruction et quinze ans avant le début de Diablo III. La Pierre-Monde a été détruite à l'issue du second jeu et l'archange Tyraël est supposé mort. Des fragments de la Pierre-Monde, dispersés sur le monde de Sanctuaire, pourrissent la terre et font resurgir d’antiques démons. Avec l'aide de Deckard Cain, les joueurs doivent faire face à des ennemis emblématiques de la licence, tels que la Comtesse et le Roi Squelette, mais aussi inédits comme Skarn.

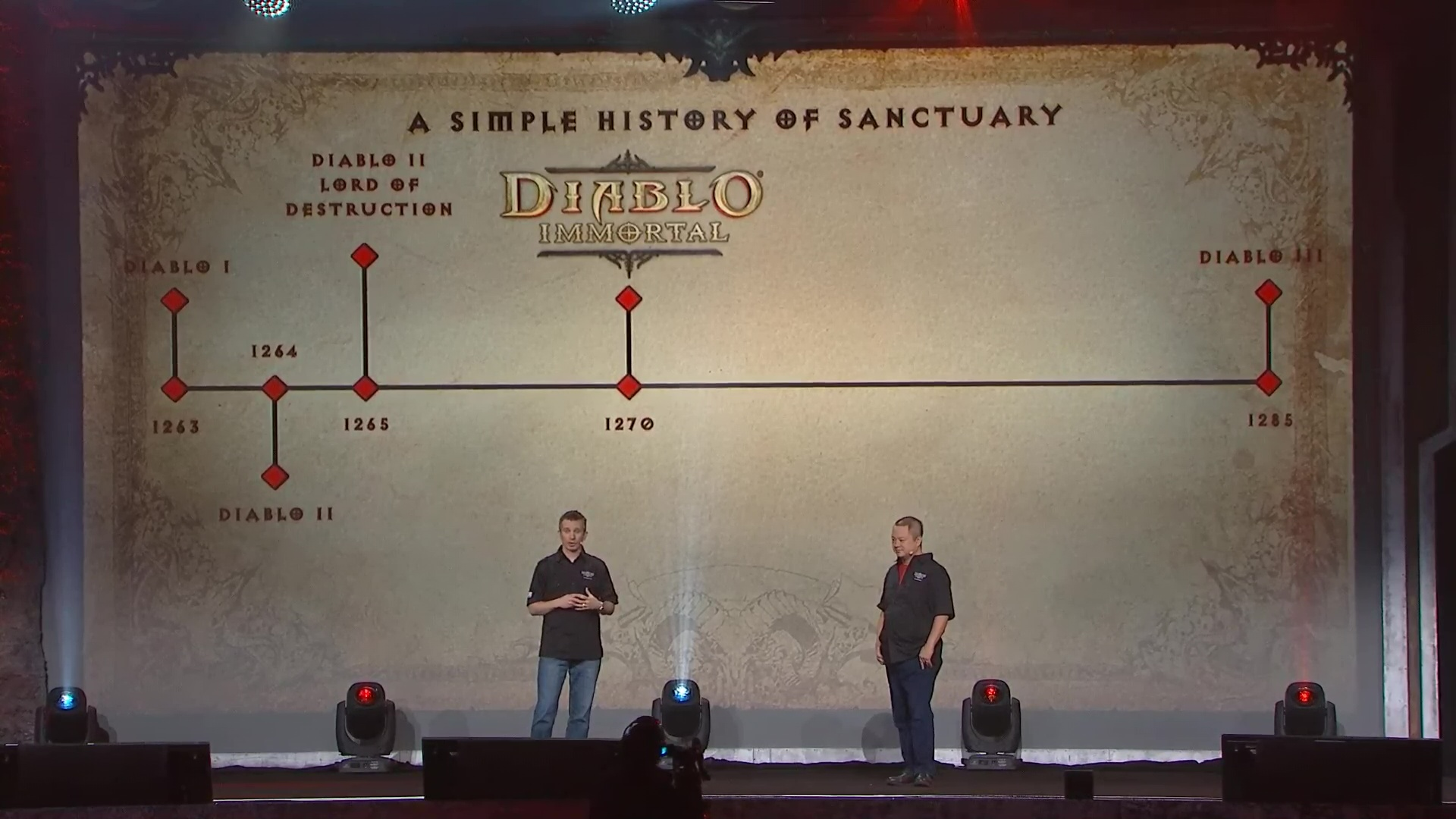
Chronologie Du Monde De Diablo.

## Système de jeu

### Personnages
Diablo Immortal se démarque des autres jeux de la série Diablo par un gameplay plus simple, lié au fait d'être jouable sur un écran tactile. Six classes sont disponibles : la sorcière, le moine, le barbare, le croisé, le chasseur de démons et le nécromancien. Chaque personnage possède cinq capacités qui diffèrent selon sa classe, parmi douze à débloquer.

### Lieux

#### Ouestmarche
La cité d'Ouestmarche, précédemment apparue dans Diablo III: Reaper of Souls, sert de capitale dans Diablo Immortal. C'est ici que les joueurs peuvent trouver divers marchands et artisans, ainsi que lancer les Failles probatoires, les Failles ancestrales et les Primes, ainsi que les différents activités proposées dans le "Codex" , vous permettant de progresser dans le "Pass Saisonnier" et remporter ainsi moult récompenses et pièces d'or.

#### Zones extérieures
Les zones extérieures sont des régions publiques qui peuvent héberger plusieurs joueurs. Chacune permettant de découvrir un aspect de l'histoire et du monde de Sanctuaire.
Dix zones sont connues au lancement du jeu :
- Bilefen : la première zone du jeu.
- Wortham : un hameau qui sera détruit dans Diablo III.
- Cimetière de Cendreval: Le Roi Léoric y est enterré.
- OuestMarche: La ville principale du jeu, point de départ de toutes les aventures
- Bois Obscur: Lieu ou résident les sœurs de Charsi, corrompues par la Comtesse...
- Mer de Shassar : une région désertique.
- Bibliothèque de Zoltun Kulle : le repère de Zoltun Kulle, personnage rencontré dans Diablo III.
- Tourbefiel : une île sauvage et luxuriante.
- Mont Zavain : Lieu ou se sont retirés les moines du monastère de Zakarum.
- Toundra gelée : une région déjà visitée dans Diablo III, ou sont retranché les barbares..
- Royaume de la Damnation : L'Enfer vous y attends.

De nouvelles zone sont apparues avec la mise à jour 1.6, le 26 septembre 2022 :
- Le Chateau de Cyrangar : utilisé pour/par les troupe(s) de Guerre.
- Le Monastère silencieux : un prolongement de la zone du Mont Zavain.

Le 14 décembre 2022, avec la mise à jour 1.7, une nouvelle extension de zone apparaît :
- Le Relais Orageux : avec la nécessité d'être de niveau 60, Enfer III débloqué et d'avoir réalisé la quête "Signe Stellaire" pour y accéder.

#### Donjons
Les donjons sont des zones instanciées pour quatre joueurs, prévues pour l'aspect multijoueur. Six donjons sont actuellement disponiles, certains accessibles à partir d'un certain niveau :
- Brèche du Roi Fou (avec le Roi Squelette, personnage présent dans les autres jeux de la série).
- Tour oubliée (avec la Comtesse, personnage déjà présent dans Diablo II).
- Tombe de Fahir
- Fin de la Destruction (avec le démon Baal, l'un des trois Démons Primordiaux).
- Temple de Namari
- Rapides de Kikuras

#### Activités
Diverses activités sont présentes en jeu afin de faire progresser son personnage : gains de pièces d'or, Incuses (la monnaie principale du jeu) ou autres éléments de joaillerie (Pierres). Des événements saisonniers ont régulièrement lieu et sont liés aux périodes de fêtes, telles que les fêtes de fin d'année ou le Nouvel An lunaire. Une vingtaine d'événements temporaires sont ainsi disponibles chaque année.
Il existe enfin des Relais Cachés, disséminés dans chaque zone de jeu et permettant à des groupes formés de un à quatre joueurs de remporter des récompenses (Joaillerie).

#### Factions et PVP
Le PvP est présent en jeu par l'intermédiaire de trois factions différentes : les Ombres, les Immortels et les Aventuriers. Ces trois camps ont l'occasion de s'affronter avec le Cycle du Conflit, une épreuve où ils ont la possibilité de remporter la Couronne Éternelle. La victoire de l'un des camps qui permet de régner sur le monde de Sanctuaire jusqu'au prochain cycle.

#### Reliquaire Infernal
Le Reliquaire Infernal est un défi accessible aux joueurs ayant le Score de Combat (SC) requis. Cette valeur correspond au niveau moyen de dégâts que peut générer le personnage joué. Les défis du Reliquaire Infernal peuvent être effectués avec un groupe de huit personnes maximum. Plus le niveau du Reliquaire infernal est élevé, et plus celui-ci offre des bonus intéressants pour les joueurs.
Chaque boss tué dans le Reliquaire infernal donne un Reste démoniaque, qu'il est possible d'utiliser pour accéder à différents bonus propres aux Failles probatoires. Plus ces Restes démoniaques proviennent d'une difficulté élevée, et plus le montant d'attributs possédé le sera également. Vaincre les boss du Reliquaire permet en outre d'accéder à des difficultés supérieurs (niveaux de difficultés Enfer, notés de I à VII) :
- Lassal le Tisseflamme : débloque la difficulté Enfer I.
- Vitaath la Mort Frisonnante : débloque la difficulté Enfer II.
- Gorgothra la Revendicatrice : débloque la difficulté Enfer III.
- Gishtur et Beledwe : débloquent la difficulté Enfer IV.
- Izilech le Difforme : débloque la difficulté Enfer V.
- Ophinneb le Peaustiche : débloque la difficulté Enfer VI.
- Apothrus le Dompteur des Déchus : débloque la difficulté Enfer VII.
- Phangwrth le Dévore-chaleur : débloque la difficulté Enfer VIII.

## Développement
Le jeu Diablo Immortal est annoncé le 2 novembre 2018 par Blizzard Entertainment, lors de la BlizzCon 2018,. Le jeu est co-développé par NetEase, ce dernier étant le partenaire de Blizzard pour les sorties sur le marché chinois. Peu après l'annonce, Blizzard a donné aux joueurs la possibilité de se préinscrire sur le site Web du jeu pour l'admission au test de la future version bêta.
Début août 2020, à l'occasion de la ChinaJoy, Blizzard et NetEase ont publié une nouvelle bande-annonce de gameplay qui a permis de présenter les six classes jouables. La vidéo a également présenté Baal, l'antagoniste principal de Diablo II: Lord of Destruction, qu'il sera à nouveau possible d'affronter.
En décembre 2020, une démo alpha du jeu a été publiée, permettant d'accéder aux 45 premiers niveaux de progression des personnages et de tester quatre des six classes jouables. L'alpha était accessible uniquement pour les joueurs australiens, ainsi que certains médias spécialisés dans le jeu vidéo,.

## Réception

### Avant la sortie
Les réactions des fans de la série Diablo à l'annonce de Diablo Immortal ont généralement été défavorables. Ainsi, la cinématique d'annonce a reçu de nombreux votes négatifs et de nombreux sujets sur le subreddit Diablo du site communautaire reddit sont très critiques à l'égard de cette annonce, pointant notamment les ressemblances avec un jeu déjà existant,. Certaines réactions sont toutefois plus nuancées, comme celle du joueur Kripparrian (en). Le cours de l'action Activision-Blizzard a subi une chute de 6,7 % à la suite de l'annonce de Diablo Immortal.
Contrairement à ceux de 2018, les aperçus basés sur l'alpha du jeu présentée à la fin de l'année 2020 sont plus positifs. IGN décrit Diablo Immortal comme offrant une « nouvelle expérience Diablo » et non pas « un sosie mobile édulcoré ». Les critiques d'Eurogamer et The Verge sont également optimistes,.